# Catch moi
Catch moi est une série télévisée française en trois épisodes de 26 minutes réalisée par Mehdi Ouahab, diffusée à partir du 3 mai 2010 sur Canal+.

## Fiche technique
- Titre : Catch moi
- Réalisation : Mehdi Ouahab
- Scénario : Mehdi Ouahab
- Producteur : Gilles Galud (La Parisienne d'Images)
- Musique Originale :
- Pays d'origine : France
- Genre : comédie, sport
- Durée : 3 × 26 minutes

## Distribution
- Martin Pautard : Mathias Clyde / Love Masqué
- Judith Davis : Léa Bonnie / Bomab Léa
- Arsène Mosca : Alfredo Garcia
- Mathilde Braure : Bertha / Big Bertha
- Justine Le Pottier : Faustine
- Daniel Jalbert : Romain / Booster
- François Godart : Jean-Claude